# Berkes Ferenc (sakkozó)
Berkes Ferenc (Baja, 1985. augusztus 8. –) magyar sakkozó, nagymester, nyolcszoros magyar bajnok, U18 korosztályos ifjúsági világbajnok, U20 junior sakkvilágbajnoki ezüstérmes, csapatban kétszeres Európa-bajnoki bronzérmes, sakkolimpikon, U12 (1997), U14 (1999), U16 (2001) és U20 (2002) ifjúsági magyar bajnok, U14 korosztályos ifjúsági Európa-bajnoki bronzérmes.
Egyike annak az öt magyar sakkozónak, aki átlépte a 2700 Élő-pontos szupernagymesteri határt, és 2011. szeptemberben elért 2709 pontjával 2016. októberben a sakkozók örökranglistája 85. helyén állt.

## Pályafutása
Hatévesen tanult meg sakkozni. Tizenhat évesen lett nagymester, átugorva a nemzetközi mesteri fokozatot.
Korosztályos magyar bajnokságot nyert az U12-ben (1997), az U14-ben (1999), az U16-ban (2001) és az U20-ban (2002). 1999-ben az U14 korosztályos ifjúsági sakk-Európa-bajnokságon bronzérmet szerzett. 2002-ben Iráklióban megnyerte a 18 évesek korosztályos világbajnokságát. 2005-ben ezüstérmet szerzett az U20 junior sakkvilágbajnokságon (Sahrijar Mamedjarov mögött, és Jevgenyij Alekszejev előtt).
A 2011-es Sakk Világkupán a 2. fordulóig jutott, ahol Zahar Jefimenkótól kapott ki. A 2019-es Sakk-Európa-bajnokságon az 5. helyen végzett, amellyel kvalifikálta magát a 2019-es sakkvilágkupán való részvételre.
Nyolc alkalommal nyert magyar bajnokságot (2004, 2007, 2010, 2012, 2013, 2014, 2016, 2018).
Az Atomerőmű Sportegyesület játékosa 1995 óta. Felkészítésében szerepet vállalt Csom István és Dr. Hazai László.

## Egyéni versenyeredményei
- 1998: 1. helyezés Szekszárd
- 2000: 2. helyezés FS12 GM-verseny, Budapest
- 2001: 1. helyezés First Saturday GM-verseny, Budapest
- 2003: 1. helyezés Hamburg
- 2003: 1. helyezés Oberwart
- 2004-ben jól szerepelt a nagyon erős moszkvai Areoflot nyílt versenyen[3]
- 2004: 1. helyezés Zalaegerszeg Grand Prix (13-as kategória)
- 2004: 2. helyezés Paks
- 2006: 1. helyezés Tenkes-kupa, Harkány
- 2006: 2. helyezés Frascati
- 2006: 1. helyezés 5. Subasic-emlékverseny, Zenica (Bosznia)
- 2011: 2. helyezés Marx György emlékverseny, Paks
- 2011_ 3-4. helyezés Magyar bajnokság döntő, Héviz[4]
- 2012: 2-4. helyezés Open Karposh, Szkopje[5]
- 2013: 3. helyezés (holtversenyben) Ho Si Minh-város[6]
- 2013: 1. helyezés Magyar bajnokság döntő, Gyula[7]
- 2014: 1. helyezés Nyílt magyar bajnokság, Zalakaros[8]
- 2017: 1. helyezés 15th International Khazar Cup (Masters) 2017 (Irán)[9]
- 2017: holtversenyes 1. helyezés Zürich Open (Viktor Korcsnoj-emlékverseny)[10]

## Csapateredményei
Hat sakkolimpián játszott a magyar csapatban, amely 2006-ban ötödik, 2010-ben negyedik helyezést ért el. A 2008-as sakkolimpián tábláján a 3. legjobb egyéni eredményt érte el, amellyel egyéni bronzérmet szerzett.
Hat alkalommal volt a magyar válogatott tagja a Sakkcsapat Európa-bajnokságon, közte azoknak a csapatoknak, amelyek 2011-ben, illetve 2015-ben a 3. helyezést érte el.
Az U18-as csapat Európa-bajnokságon 2000-2003 között szerepelt a magyar válogatottban, melynek során egy 6., két 4. és egy 1. helyezést (2003) ért el. 2001-ben és 2003-ban a mezőny legjobb eredménye is az ő nevéhez fűződik, míg 2002-ben egyéni eredménye a 3. legjobb volt a mezőnyben.
Tagja volt a 2002-es MITROPA Kupán 3. helyezést elért magyar válogatottnak, ahol a mezőnyben egyéniben az 1. helyezést érte el.

## FIDE ranglistaeredménye
2018. decemberben 2662 Élő-pontja volt, amivel a világranglista 87. helyezettje, a magyar ranglistán a 4. Eddigi legmagasabb Élő-pontszáma 2706, amelyet 2011. szeptemberben ért el, ezzel érte el egyúttal eddigi legmagasabb helyezését a világranglistán, a 41. helyet. Rapidsakk pontszáma 2688, villámsakkban 2675.
Az ifjúsági világranglistán legjobb helyezése a 4. volt, 2004 októberében, Tejmur Radzsabov, Sahrijar Mamedjarov és Andrej Volokityin mögött. A felnőtt ranglistán ekkor a 67. volt.

## Sikerei, díjai
- Az év magyar sakkozója: 2018,[18] 2023[19]